# John Gielgud
Arthur John Gielgud, OM, CH (South Kensington, Londres; 14 de abril de 1904-Wotton House, Buckinghamshire; 21 de mayo de 2000), fue un actor y director de teatro británico, cuya carrera abarcó ocho décadas. Junto a Ralph Richardson y Laurence Olivier, fue uno de los tres actores que dominaron la escena teatral británica durante gran parte del siglo XX.
Miembro de la dinastía teatral de la familia Terry, consiguió su primer trabajo remunerado como figurante en la compañía de su prima Phyllis Neilson-Terry en 1922. Tras finalizar sus estudios en la Real Academia de Arte Dramático trabajó como actor de teatro de repertorio y en el West End antes de establecerse en el Old Vic como intérprete de Shakespeare entre 1929-1931.
Durante la década de 1930 fue una estrella teatral en el West End y en Broadway, representando papeles tanto en nuevas obras como en clásicos. Paralelamente inició una carrera como director y estableció su propia compañía en el Queen's Theatre de Londres. Fue considerado por muchos como el mejor intérprete de Hamlet de su época, y también fue conocido por sus papeles en obras de alta comedia como el de John Worthing en La importancia de llamarse Ernesto. En la década de 1950 temió que su carrera se viera amenazada cuando fue condenado y multado por un delito homosexual, pero recibió el apoyo de sus colegas y el público. Cuando las obras de teatro experimental empezaron a reemplazar las producciones tradicionales del West End en los años 1950, no encontró nuevos papeles escénicos que considerara adecuados y durante varios años fue conocido en el teatro sobre todo por su representación como único actor interpretando monólogos de obras de Shakespeare The Ages of Man. A partir de la década de 1960 encontró nuevas obras de su gusto, de autores como Alan Bennett, David Storey y Harold Pinter.
Durante la primera mitad de su carrera no se tomó el cine en serio. Aunque actuó en su primera película en 1924 y tuvo éxitos con Compañeros de fatigas (The Good Companions, 1933) y Julio César (1953), no inició una carrera regular como actor de cine hasta los años 1960. Apareció en más de sesenta películas entre Becket (1964), por la que recibió su primera nominación a los Premios Óscar por su interpretación de Luis VII de Francia, y Elizabeth (1998). Como el mordaz Hobson en Arthur (1981) ganó el Óscar al mejor actor de reparto. Su trabajo cinematográfico le valió un Globo de Oro y dos BAFTA. Aunque en gran medida indiferente a los premios, Gielgud tuvo la rara distinción de ganar un Oscar, un Emmy, un Grammy y un Tony.
Desde los inicios de su carrera fue famoso por su voz y su dominio del verso shakespeariano. Participó en más de cien dramas radiofónicos y de televisión entre 1929 y 1994, e hizo grabaciones comerciales de muchas obras, entre ellas diez de Shakespeare. Entre sus honores y distinciones figuran la de ser nombrado caballero en 1953 y el Teatro Gielgud del West End recibió ese nombre en 1994 en su honor. De 1977 a 1989 fue presidente de la Real Academia de Arte Dramático.

## Biografía

### Ascendencia y primeros años
Nació en South Kensington, Londres, tercero de los cuatro hijos y el menor de los tres varones de Frank Henry Gielgud (1860-1949) y su segunda esposa, Kate Terry-Gielgud, nacida Terry-Lewis (1868-1958). Los dos mayores eran Lewis, que llegó a ser en un alto funcionario de la Cruz Roja y la Unesco, y Val, que posteriormente fue un pionero del drama radiofónico de la BBC; su hermana Eleanor fue la secretaria de John durante muchos años. Por parte de su padre, Gielgud era de ascendencia lituana y polaca; su apellido deriva de Gelgaudiškis, una aldea en Lituania. Los condes Gielgud poseían el castillo de Gielgudziszki, en el río Niemen, pero sus propiedades fueron confiscadas tras su participación en un levantamiento fallido contra el gobierno ruso en 1830 o 1831. Jan Gielgud se refugió en Inglaterra con su familia; uno de sus nietos era Frank Gielgud, cuya abuela materna era una famosa actriz polaca, Aniela Aszpergerowa.
Con su matrimonio Frank pasó a formar parte de los Terry, una familia con amplias conexiones teatrales. Su esposa, que estuvo en los escenarios hasta que se casó, era hija de la actriz Kate Terry, miembro de esta dinastía teatral que incluía a Ellen, Fred y Marion Terry, Mabel Terry-Lewis y Edith y Edward Gordon Craig. Frank no tenía ambiciones teatrales y trabajó toda su vida como corredor de bolsa en la City de Londres.
En 1912, con ocho años, John ingresó en la escuela preparatoria Hillside en Surrey, como lo habían hecho sus hermanos mayores. Para un niño sin interés en el deporte se desenvolvió razonablemente bien en el críquet y el rugby en la escuela. En clase, odiaba las matemáticas, era regular en los estudios clásicos y destacaba en inglés y teología. Hillside alentó su interés en el teatro y desempeñó varios papeles protagonistas en producciones escolares, como el de Marco Antonio en Julio César y Shylock en El mercader de Venecia.
Después de Hillside, Lewis y Val habían obtenido becas para ingresar en las prestigiosas Eton y Rugby, respectivamente; al carecer de sus logros académicos, John no consiguió una beca. Lo enviaron como intrno a la Westminster School donde, como dijo posteriormente, tuvo acceso al West End «a tiempo de tocar los flecos del gran siglo del teatro». Vio actuar a Sarah Bernhardt, danzar a Adeline Genée y Albert Chevalier, o a Vesta Tilley y Marie Lloyd actuar en los music hall. El coro de la escuela cantaba en los servicios que se celebraban en la abadía de Westminster, lo que atrajo su afición por el ritual. Demostró talento en el bosquejo, y durante un tiempo consideró la posibilidad de dedicarse al diseño escénico.
Su padre lo llevaba de joven a conciertos, que le gustaban, a galerías y museos «en los que me aburría como una ostra». Sus padres eran unos entusiastas del teatro, pero no animaban a sus hijos a seguir una carrera como actores. Val Gielgud recordaba: «Nuestros padres no veían los escenarios como un medio de subsistencia, y cuando John mostró cierto talento para el dibujo su padre le explicó con detalle las ventajas de la oficina de un arquitecto». Al salir de Westminster en 1921, Gielgud persuadió a sus renuentes padres para que le permitieran tomar lecciones de teatro con el acuerdo de que si no era autosuficiente a los veinticinco años de edad, buscaría un puesto de oficina.

### Inicios como actor
Para detalles de su trabajo entre 1921-25, ver: Teatro
A los diecisiete años ingresó en una escuela de teatro privada dirigida por Constance Benson, esposa del actor-director sir Frank Benson. En el primer día del muchacho en la escuela, lady Benson comentó sobre su torpeza física: «Dijo que caminé como un gato con raquitismo. Fue un duro golpe a mi presunción, lo cual fue algo bueno». Antes y después de incorporarse a la escuela actuó en varias producciones de teatro aficionado, y en noviembre de 1921 hizo su debut con una compañía profesional, aunque él no recibió remuneración. Desempeñó el papel de heraldo en Enrique V en el teatro Old Vic; solo tenía una línea de diálogo y, recordó más adelante, la dijo torpemente. Se mantuvo como extra durante el resto de la temporada en El rey Lear, Wat Tyler y Peer Gynt, pero con papeles sin diálogo.
| Si tu tía abuela es Ellen Terry, tu tío abuelo Fred Terry, tus primos Gordon Craig y Phyllis Neilson-Terry y tu abuela la mayor actriz shakespeariana de toda Lituania, es poco probable que te dediques al comercio pesquero. —Gielgud en sus inicios teatrales. |

El primer compromiso significativo le llegó a través de su familia. En 1922, su prima Phyllis Neilson-Terry lo invitó a hacer una gira en la obra del dramaturgo J. B. Fagan The Wheel, como suplente, figurante y ayudante de escena, invitación que aceptó. Un colega, reconociendo que el joven tenía talento pero carecía de técnica, lo recomendó a la Real Academia de Arte Dramático (RADA, por sus iniciales en inglés). Le concedieron una beca para la academia y recibió formación allí a lo largo de 1923 por Kenneth Barnes, Helen Haye y Claude Rains.
El actor-director Nigel Playfair, un amigo de su familia, lo vio en una presentación estudiantil de la obra de J. M. Barrie El admirable Crichton. Playfair quedó impresionado y le dio el papel del poeta-mariposa Felix en el estreno británico de The Insect Play, de los hermanos Čapek. Gielgud dijo más tarde que hizo una mala representación del papel: «Me sorprende que la audiencia no me lanzara cosas.» Las críticas fueron discretas, aunque no hostiles a la obra; no atrajo al público y cerró después de un mes. Mientras continuaba sus estudios en la RADA, Gielgud apareció también en la obra de John Drinkwater Robert E. Lee. Después de salir de la academia a finales de 1923 actuó una temporada de Navidad como Charley en La tía de Carlos en el West End, y luego se unió a la compañía de repertorio de Fagan en el teatro Oxford Playhouse.
Estuvo en la compañía de Oxford en enero y febrero de 1924, desde octubre de 1924 hasta finales de enero de 1925 y en agosto de 1925. Desempeñó una gran variedad de papeles en obras clásicas y modernas, aumentando considerablemente su capacidad técnica durante este tiempo. El papel que más disfrutó fue el de Trofimov en El jardín de los cerezos, su primera experiencia con Chéjov: «Fue la primera vez que salí al escenario sintiendo que quizás, después de todo, realmente podría ser actor».

### Primeros papeles en el West End
Para detalles de su trabajo entre 1924-29, ver: Teatro; Radio
Entre las dos primeras temporadas de Oxford, en mayo de 1924 el productor Barry Jackson le dio el papel de Romeo junto a Gwen Ffrangcon-Davies como Julieta en el Regent Theatre de Londres. La producción no fue un gran éxito, pero los dos intérpretes se hicieron buenos amigos y trabajaron juntos con frecuencia a lo largo de sus carreras. En 1924 Gielgud hizo su debut en la gran pantalla como Daniel Arnault en la película muda de Walter Summers Who Is the Man?.

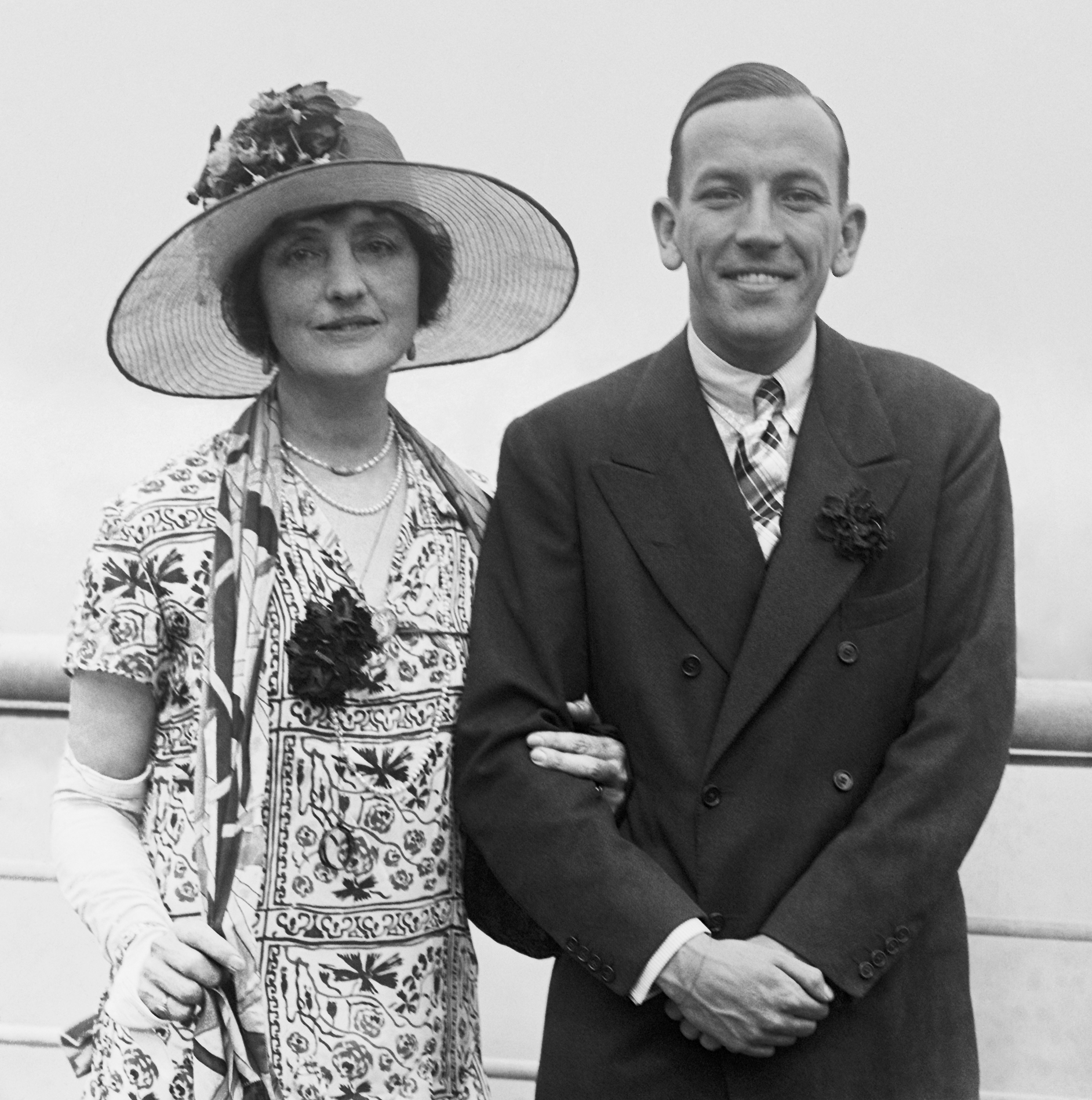
Noël Coward y Lilian Braithwaite su, y posteriormente de Gielgud, coprotagonista en The Vortex.

En mayo de 1925 la producción de Oxford de El jardín de los cerezos se trasladó al Lyric Theatre de Hammersmith donde volvió a representar el papel de Trofimov. Su distintiva voz llamó la atención y le permitió conseguir un trabajo para la radio de la BBC, que su biógrafo Sheridan Morley considera «un medio que hizo suyo a lo largo de setenta años.» Ese mismo año Noël Coward lo eligió como su suplente en su obra The Vortex. Durante el último mes de la temporada del West End, Gielgud se hizo cargo del papel de Coward como Nicky Lancaster, el hijo adicto a las drogas de una madre ninfómana. Fue en palabras del propio Gielgud «un papel nervioso, histérico, que dependió mucho de la emoción». Le resultaba agotador actuar porque todavía no había aprendido a marcarse el ritmo, pero manifestó posteriormente que fue «un compromiso emocionante porque llevó a muchas cosas grandes después.»
El éxito de El jardín de los cerezos llevó a lo que un crítico llamó un «boom de Chekhov» en los teatros británicos, y Gielgud fue uno de sus principales actores. Como Konstantin en La gaviota en octubre de 1925 impresionó al director ruso Theodore Komisarjevsky, que le dio el papel de Tusenbach en el estreno británico de Las tres hermanas. La producción recibió críticas entusiastas y los grandes elogios que recibió por su actuación mejoraron su reputación como una estrella potencial. Le siguieron tres años de diversa fortuna, con éxitos en las producciones de la periferia, pero el estrellato en el West End era esquivo.
En 1926, el productor Basil Dean le ofreció el papel protagonista en una dramatización de la novela superventas de Margaret Kennedy, The Constant Nymph. Antes de que comenzaran los ensayos, Dean descubrió que Noël Coward, una estrella más importante que él, estaba disponible y le dio el papel. Gielgud tenía una concesión contractual obligatoria del papel, pero Dean tenía grandes influencias en el teatro británico. Intimidado, Gielgud aceptó el puesto de suplente, al tener la seguridad de que se haría con el papel protagonista de Coward cuando este, al que no le gustaba actuar en temporadas de larga duración, se fuera. El caso fue que Coward, que había estado trabajando en exceso, sufrió un colapso nervioso tres semanas después del estreno y Gielgud actuó como protagonista el resto de la temporada; la obra permaneció casi un año en Londres y luego salió de gira.
Por entonces ya ganaba lo suficiente como para dejar la casa familiar e instalarse en un pequeño apartamento en el West End. Tuvo su primera relación romántica seria, viviendo con John Perry, un actor sin éxito y más tarde escritor, que continuó siendo su amigo toda la vida cuando finalizó su relación. Morley señala que, al igual que Coward, la principal pasión de Gielgud era el escenario; ambos hombres tenían flirteos ocasionales, pero se encontraban más cómodos como compañeros a largo plazo de «bajo mantenimiento» que no se obstaculizaron su trabajo y ambiciones teatrales.
En 1928 hizo su debut en Broadway como el gran duque Alejandro en The Patriot, de Alfred Neumann. La obra fue un fracaso, cerrando después de tan solo una semana, pero Gielgud gustó en Nueva York y obtuvo reseñas favorables de críticos como Alexander Woollcott y Brooks Atkinson. Tras su regreso a Londres protagonizó una serie de producciones de corta duración, como Espectros de Henrik Ibsen junto a Mrs. Patrick Campbell (1928) y The Lady with a Lamp, de Reginald Berkeley (1929), junto a Edith Evans y Gwen Ffrangcon-Davies. También en 1928, actuó en su segunda película, The Clue of the New Pin. Esta película, considerada como «la primera británica totalmente talkie», era una adaptación de un relato de misterio de Edgar Wallace; Gielgud interpretó a un joven canalla que comete dos asesinatos y casi un tercero antes de que él mismo sea asesinado.

### Old Vic
Para detalles de su trabajo entre 1929-31, ver: Teatro; Cine; Radio

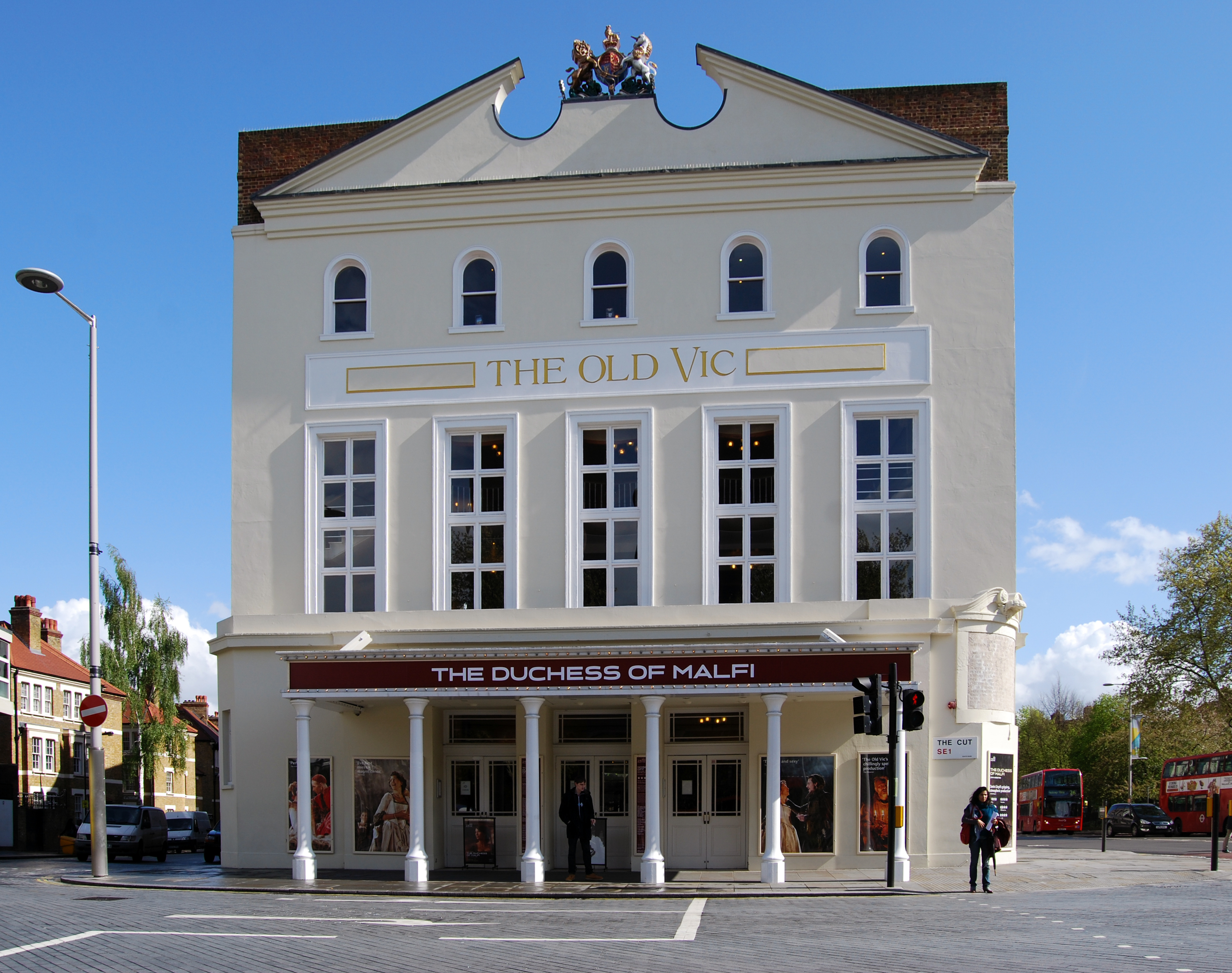
El Old Vic (fotografía de 2012), donde Gielgud perfeccionó su talento como shakespeariano.

En 1929 Harcourt Williams, recientemente nombrado director de producciones del Old Vic, lo invitó a unirse a la compañía para la siguiente temporada. El Old Vic, situado en una zona pasada de moda de Londres al sur del Támesis, fue fundado por Lilian Baylis para ofrecer obras de teatro y óperas a una audiencia mayoritariamente de la clase obrera con entradas a precios económicos. Baylis pagaba a sus actores salarios muy modestos, pero el teatro era conocido por su incomparable repertorio de los clásicos, sobre todo Shakespeare, y Gielgud no era la primera estrella del West End que aceptaba una considerable bajada de sueldo para actuar allí. Fue, en palabras de Morley, un lugar para aprender la técnica de representar a Shakespeare y probar nuevas ideas.
Durante su primera temporada en el Old Vic interpretó el papel de Romeo junto a Adele Dixon como Julieta, Antonio en El mercader de Venecia, Cleonte en El enfermo imaginario, el papel protagonista en Ricardo II y Oberón en El sueño de una noche de verano. Su Romeo no fue bien recibido, pero como Ricardo II fue reconocido por los críticos como una autoridad indiscutible como actor de Shakespeare. El crítico del Times habló de su sensibilidad, fuerza y firmeza y calificó su actuación de «trabajo de auténtica distinción, no sólo en su comprensión del personaje, sino también en su control del lenguaje». Esa misma temporada fue elegido como Marco Antonio en Julio César, Orlando en Como gustéis, el césar en Androcles y el león y el papel protagonista en The Man with the Flower in His Mouth, de Luigi Pirandello.
En abril de 1930 terminó la temporada representando a Hamlet. La producción de Williams utilizó el texto completo de la obra, algo considerado como una innovación radical, ya que lo habitual en producciones anteriores era utilizar textos con numerosos y extensos recortes. La duración de la representación, de casi cinco horas, no disminuyó el entusiasmo del público, de los críticos, ni de los profesionales de los escenarios. La actriz shakespeariana Sybil Thorndike dijo: «Nunca esperé ver a Hamlet actuando como en los sueños de una misma ... He tenido una noche como si mis pies me llevaran a otra vida - mucho más real que la vida en la que vivo y me muevo, conmovida más allá de las palabras». La producción ganó tal reputación que el Old Vic comenzó a atraer a gran número de espectadores del West End. La demanda era tan grande que el reparto se trasladó al Queen's Theatre en Shaftesbury Avenue, en donde Williams llevó la obra con el texto discretamente recortado, con la intención de darle al papel protagonista aún más prominencia. El Hamlet de Gielgud fue muy elogiado por los críticos. Ivor Brown lo calificó «una actuación tremenda ... el mejor Hamlet [que yo he] experimentado». Por su parte, James Agate escribió: «No tengo la menor duda en decir que es el nivel máximo alcanzado en una actuación shakespeariana británica de nuestro tiempo».
Hamlet fue un papel con el que se le asoció a lo largo de la década siguiente, y aún más. Al terminar la temporada en el Queen's Theatre, representó el otro papel por el que se hizo conocido, John Worthing en La importancia de llamarse Ernesto. Su biógrafo, Jonathan Croall, considera que los dos papeles ilustran dos caras de la personalidad del actor: por un lado, el Hamlet romántico y conmovedor y, por otro, el ingenioso y superficial Worthing. El papel de la formidable Lady Bracknell fue interpretado por su tía, Mabel Terry-Lewis. The Times observó: «El señor Gielgud y la señorita Terry-Lewis juntos son brillantes ... tienen la suprema gracia de permitir siempre que Wilde hable con su propia voz».
Volvió al Old Vic para la temporada 1930-1931, donde se encontró con varios cambios en la compañía. Donald Wolfit, que lo odiaba y que él mismo fue despreciado por sus colegas, fue cesado, al igual que Adele Dixon. Gielgud no estaba seguro de la idoneidad del nuevo y más reputado actor contratado, Ralph Richardson, pero Williams estaba seguro de que después de esa temporada Gielgud se marcharía, y vio a Richardson como un potencial reemplazo. Los dos actores tenían poco en común. Richardson recordó más adelante: «Él era una especie de mariposa brillante, mientras que yo era un tipo de muchacho muy sombrío», y «encontré sus ropas extravagantes, su conversación irreverente. Él era el Nuevo Joven de su tiempo y no me gustó.» La primera producción de la temporada fue Enrique IV, 1.ª parte, en la que Gielgud, en el papel de Hotspur tuvo las mejores críticas. Las críticas de Richardson y la relación de ambos protagonistas mejoraron notablemente cuando Gielgud, que representaba a Próspero en La tempestad, ayudó a Richardson con su papel como Calibán:

He gave me about two hundred ideas, as he usually does, twenty-five of which I eagerly seized on, and when I went away I thought, «This chap, you know, I don't like him very much but by God he knows something about this here play.» ... And then out of that we formed a friendship.
Me dio unas doscientas ideas, como suele hacer, veinticinco de las cuales aproveché con entusiasmo, y cuando me fui pensé: «Este tipo, ya sabes, no me gusta mucho, pero por Dios que sabe algo sobre esto de actuar». ... Y después de eso formamos una amistad.

Su amistad y su asociación profesional duró más de cincuenta años, hasta el final de la vida de Richardson. Esa temporada desempeñó otros papeles: Lord Trinket en The Jealous Wife, de nuevo Ricardo II, Antonio en Antonio y Cleopatra, Malvolio en Noche de reyes, Sergius en Arms and the Man, Benedick en Mucho ruido y pocas nueces —otro papel por el que se hizo famoso— y concluyó la temporada como rey Lear, cuya interpretación recibió opiniones encontradas. The Times comentó: «Es una montaña de una parte, y al final de la tarde la cima permanece sin escalar»; Sin embargo, en The Manchester Guardian, Brown escribió que «es un rival para el trueno, y al final toma el camino de Dover con una tranquilidad quebrada que permitió que cada palabra de la agonía del rey fuera clara y conmovedora».

### Estrella del West End
Para detalles de su trabajo entre 1931-37, ver: Teatro; Director; Cine; Radio
De vuelta en el West End protagonizó The Good Companions, de J. B. Priestley, con adaptación para el teatro de Edward Knoblock. La producción se mantuvo, desde mayo de 1931, durante 331 representaciones; Gielgud la describió como su primer verdadero sabor a éxito comercial. Interpretaba a Inigo Jollifant, un joven maestro que abandona la enseñanza para unirse a una compañía de teatro itinerante. Este éxito entre el público atrajo sin embargo la desaprobación de los críticos más estrictos, que consideraban que Gielgud debía hacer algo más exigente, pero él consideró que representar a un joven convencional conllevaba sus propios retos y le ayudó a mejorar su técnica. Durante la representación de la obra hizo otra película, Insult (1932), un melodrama sobre la Legión Extranjera Francesa, y protagonizó una versión cinematográfica de The Good Companions en 1933, junto a Jessie Matthews. Una carta a un amigo revela la visión de Gielgud sobre la actuación cinematográfica en general: «Se habla de mi para hacer de Inigo en la película The Good Companions, que consterna mi alma, pero atrae a mi bolsillo. En su primer volumen de memorias, publicado en 1939, dedicó dos páginas a describir todo lo que detestaba del cine. A diferencia de sus contemporáneos Richardson y Laurence Olivier, hizo pocas películas hasta después de la Segunda Guerra Mundial, y no se afianzó como un actor de cine destacado hasta muchos años después de la guerra. Como dijo en 1994 «fui lo suficientemente estúpido como para sacudir la cabeza y quedarme en el escenario mientras veía a Larry y a Ralph firmar sus lucrativos contratos con Korda».

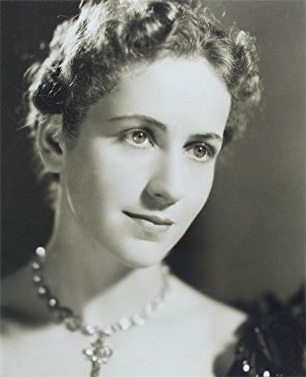
Peggy Ashcroft en 1936.

En 1932 se inició en la dirección. A invitación de George Devine, presidente de la Oxford University Dramatic Society, Gielgud se hizo cargo de la producción de Romeo y Julieta de la sociedad, y contó con dos estrellas: Peggy Ashcroft como Julieta y Edith Evans como la nodriza; el resto del reparto eran estudiantes, encabezados por Christopher Hassall como Romeo, con Devine, Guillermo Devlin y Terence Rattigan. La experiencia le resultó satisfactoria: disfrutó de las atenciones de los estudiantes, tuvo un breve escarceo con uno de ellos, James Lees-Milne, y fue muy elogiado por su dirección inspiradora y el éxito de sus protegidos con la obra. Ya conocido por sus inocentes deslices cuando hablaba (él los llamaba «Gielgoofs»), en un discurso después de la última representación se refirió a Ashcroft y Evans como «Dos protagonistas, como las que espero no volver a encontrar nunca más».
Durante el resto de 1932 actuó en una nueva obra, Musical Chairs, de Ronald Mackenzie, y dirigió una obra nueva y una clásica, Strange Orchestra, de Rodney Ackland en el West End, y El mercader de Venecia en el Old Vic, con Malcolm Keen como Shylock y Ashcroft como Porcia. Ese mismo año protagonizó Richard of Bordeaux, de Elizabeth MacKintosh, un nuevo relato con lenguaje moderno de las actividades de Ricardo II, fue considerada como la obra histórica de mayor éxito desde la Santa Juana de Shaw nueve años antes, más fiel a los hechos de lo que había sido Shakespeare.] Tras unos inicios inciertos en el West End, rápidamente se convirtió en un éxito de ventas y actuó en Londres y en giras durante los tres años siguientes.
Entre las representaciones de Ricardo II, en 1934 volvió a incorporarse a Hamlet en Londres y en giras, dirigiendo y representando el papel protagonista. La producción fue un éxito de taquilla, y los críticos fueron pródigos en elogios. En el The New York Times, Charles Morgan escribió: «Nunca antes había escuchado el ritmo, el verso y la naturalidad del habla tan suavemente combinados ... Si veo una interpretación mejor de esta obra que antes de morir, será un milagro». Morley escribió que los miembros más jóvenes del reparto, como Alec Guinness y Frith Banbury, se reunían entre bastidores cada noche «para ver lo que parecían ya intuir que iba a ser el Hamlet de su tiempo».
Al año siguiente Gielgud representó la que quizás sea su producción más famosa de Shakespeare, un Romeo y Julieta que coprotagonizó con Ashcroft y Olivier. Gielgud había visto el potencial de Olivier y le había dado un ascenso importante en su carrera. Durante las primeras semanas de la producción Gielgud representó a Mercucio y Olivier a Romeo, tras lo cual intercambiaron los papeles. Como en Oxford, Ashcroft y Evans representaban a Julieta y a la nodriza. La producción rompió todos los récords de taquilla de la obra, manteniéndose en el New Theatre durante 189 representaciones. Olivier se enfureció al ver las críticas tras el estreno, que elogiaban la virilidad de su actuación, pero criticaban ferozmente su recitado de los versos de Shakespeare, en comparación con el dominio de la poesía de su coprotagonista. La amistad entre los dos hombres fue espinosa, por parte de Olivier, durante el resto de su vida.

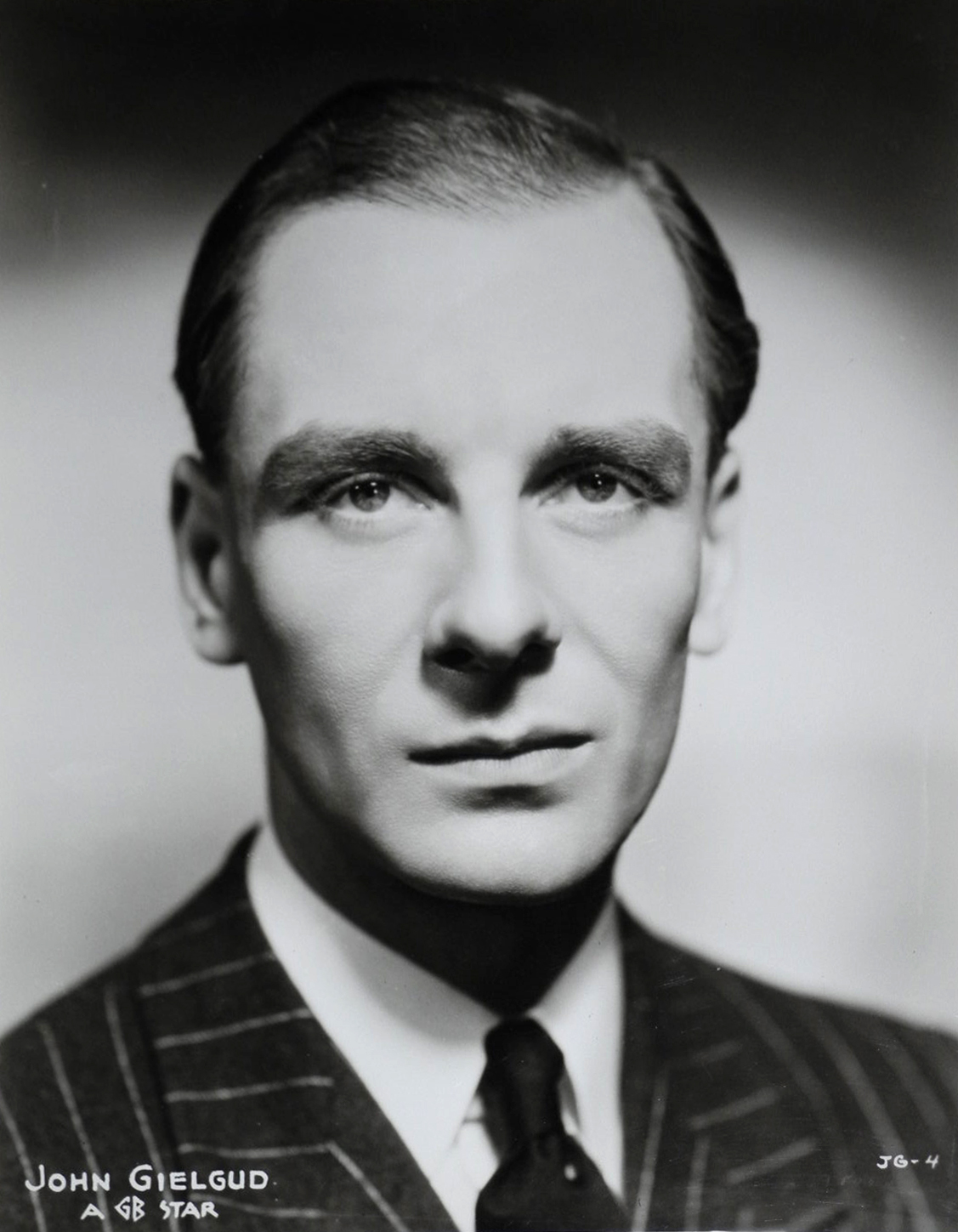
Gielgud en una fotografía publicitaria de Secret Agent (1936).

En mayo de 1936 interpretó a Trigorin en The Seagull, con Evans como Arkadina y Ashcroft como Nina. El director fue Komisarjevsky, lo que hizo los ensayos difíciles con Ashcroft, con quien había estado viviendo y que acababa de dejarlo. No obstante, escribe Morley, la recepción de la crítica fue eufórica. Ese mismo año Gielgud actuó en su última película de antes de la guerra, Secret Agent, de Alfred Hitchcock, coprotagonizada por Madeleine Carroll. La insensibilidad del director con los actores puso nervioso a Gielgud y aumentó su aversión al cine. Los dos protagonistas fueron elogiados por sus actuaciones, pero la «preocupación por el incidente» de Hitchcock fue considerada por los críticos el motivo de hacer los papeles principales unidimensionales, y los laureles recayeron en Peter Lorre que actuó como el perturbado asesino asistente de Gielgud.
De septiembre de 1936 a febrero de 1937 representó Hamlet en América del Norte, empezando en Toronto antes de trasladarse a Nueva York y Boston. Estaba nervioso por actuar como protagonista en Broadway por primera vez, sobre todo cuando se supo que el popular actor Leslie Howard también iba a actuar allí en una producción rival de la obra. Cuando Gielgud estrenó en el Empire Theatre en octubre, las críticas fueron variadas, pero, como escribió el actor a su madre, la respuesta del público fue extraordinaria: «Se quedan al final y gritan cada noche y la puerta del escenario está acosada por los fans». La producción de Howard se estrenó en noviembre; era, en palabras de Gielgud, un fiasco, y la «batalla de los Hamlet» anunciada en la prensa neoyorquina había terminado casi tan pronto como había comenzado. La versión de Howard se cerró en un mes; la representación de la producción de Gielgud batió los récords de las representaciones en Broadway de la obra.

### La compañía del Queen's Theatre
Para detalles de su trabajo entre 1937-38, ver: Teatro; Director; Radio

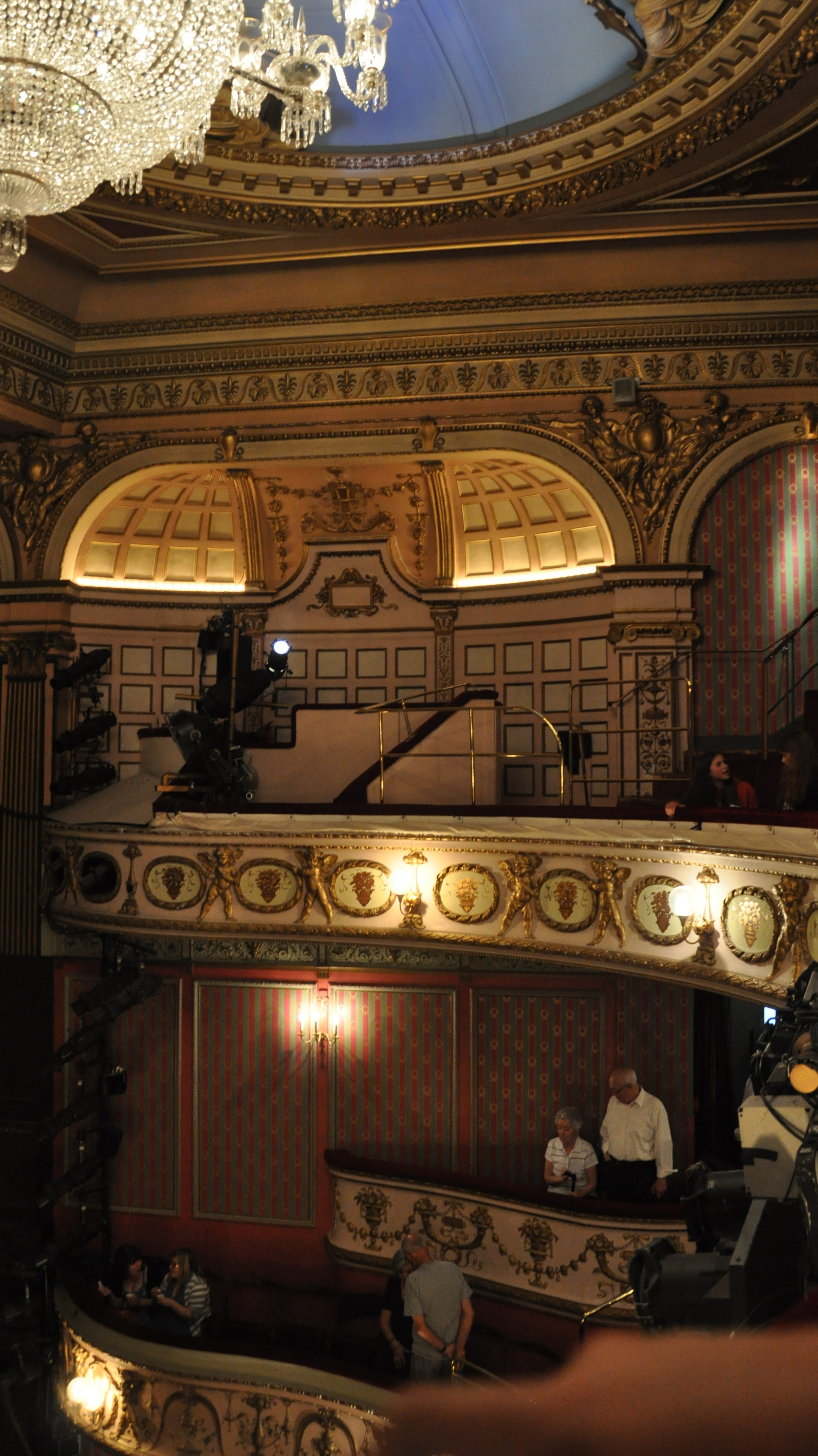
Interior del Queen's Theatre.

Tras su regreso de América en febrero de 1937, protagonizó He Was Born Gay, de Emlyn Williams. Esta tragedia romántica sobre la realeza francesa después de la Revolución fue muy bien recibida durante su gira previa a su estreno en Londres, pero fue ferozmente criticada cuando llegó al West End. The Times dijo: «Esta es una de esas ocasiones en las que la crítica no se dedica a hablar, sino que se frota los ojos y se retira apresuradamente con un rubor avergonzado, incrédulo e incomprensible. Que el Sr. Emlyn Williams escribiera esta obra o el Sr. Gielgud y Miss Ffrangcon-Davies aparezcan en ella es incomprensible.» La obra cerró después de doce representaciones. Este fracaso, tan poco después de sus triunfos con Shakespeare, le llevó a replantearse su carrera y su vida. Su relación con Perry era cómoda, pero no excitante, no veía futuro en una carrera cinematográfica y el Old Vic no podía permitirse organizar a gran escala obras de los clásicos a los que aspiraba. Así que decidió que debía formar su propia compañía para interpretar a Shakespeare y otras obras clásicas en el West End.
Invirtió 5000 £, la mayor parte de sus ganancias obtenidas con Hamlet en América; Perry, que tenía dinero de su familia, puso la misma suma. De septiembre de 1937 a abril de 1938 Gielgud fue el inquilino del Queen's Theatre, donde presentó una temporada que consistió en Ricardo II, The School for Scandal , Las tres hermanas y El mercader de Venecia. Entre los miembros de su compañía estaban Harry Andrews, Peggy Ashcroft, Glen Byam Shaw, George Devine, Michael Redgrave y Harcourt Williams, con Angela Baddeley and Gwen Ffrangcon-Davies como invitadas. Sus propios papeles fueron el rey Ricardo, Joseph Surface, Vershinin y Shylock. Las actuaciones de Gielgud recibieron alabanzas de críticos y colegas. James Agate consideró su Ricardo II «probablemente la mejor actuación de una obra de Shakespeare en el escenario inglés actual». Olivier dijo que el Joseph Surface de Gielgud era «la mejor representación de comedia ligera que he visto, o veré siempre.»
La empresa no perdió dinero, pero tampoco hizo mucho, y en julio de 1938 Gielgud volvió a las empresas convencionales del West End, en circunstancias poco convencionales. Dirigió Spring Meeting, una comedia de Perry y Molly Keane, presentada por el productor Binkie Beaumont, por quien Perry acababa de dejar a Gielgud. De algún modo los tres hombres mantuvieron excelentes relaciones. En septiembre del mismo año actuó en la comedia sentimental de Dodie Smith Dear Octopus. Al año siguiente dirigió y actuó en La importancia de llamarse Ernesto en el Queen's, con Evans interpretando a Lady Bracknell por primera vez. Se sintieron gratificados cuando Allan Aynesworth, que había interpretado a Algernon en el estreno de 1895, dijo que la nueva producción «consiguió la vistosidad y el ambiente correcto de forma precisa. ¡Todo es delicioso!»

### Guerra y posguerra
Para detalles de su trabajo entre 1939-49, ver: Teatro; Director; Cine; Radio
Al comienzo de la Segunda Guerra Mundial se ofreció como voluntario para el servicio activo, pero los servicios bélicos consideraron que los hombres de su edad (35 años) no serían reclutados durante al menos seis meses. El gobierno rápidamente llegó a la conclusión de que la mayoría de los actores harían un mejor servicio entreteniendo a las tropas y al público en general que sirviendo en las fuerzas armadas.
Gielgud dirigió a Michael Redgrave en una producción londinense de 1940 de The Beggar's Opera para el Festival de Ópera de Glyndebourne. Resultó ser una producción caótica: la dirección de Gielgud confundió a su estrella, y cuando Redgrave perdió su voz tuvo que intervenir y cantar el papel lo mejor que pudo. Gielgud consideró que era necesario algo serio o incluso solemne durante el Blitz en Londres, donde la mayoría del entretenimiento que se ofrecía era desenfadado. Junto con Harley Granville-Barker y Guthrie reabrió el Old Vic con Shakespeare. Su rey Lear volvió a dividir a los críticos, pero su Próspero fue un éxito considerable; desempeñó el papel de forma muy diferente de su interpretación en la misma obra en 1930: en lugar de un «mago maníaco» su Próspero estaba, según Brown «muy lejos de la mezcla habitual de Papá Noel, un obispo colonial y el presidente de la Unión de Magos ... una imagen clara e impactante de un viril Renacimiento notable». Los críticos destacaron, entre los demás actores, las actuaciones de Jack Hawkins como Calibán, Marius Goring como Ariel, Jessica Tandy como Miranda y Alec Guinness como Fernando.
Siguiendo el ejemplo de varios de sus compañeros del mundo del escenario, se unió a giras por campamentos militares. Presentó recitales de prosa y poesía, y actuó en un programa triple de obras cortas, incluidas dos del Tonight at 8:30 de Coward, pero al principio consideró que actores menos refinados como Beatrice Lillie eran mejores que él a la hora entretener a las tropas. Regresó a la gran pantalla en 1940, en el papel de Disraeli en la película de Thorold Dickinson The Prime Minister. En esta película moralista, representó la vida de este político entre los treinta y los sesenta años. No apareció en más películas durante los diez años siguientes; rechazó el papel de Julio César junto a Vivien Leigh en la película de 1945 basada en el César y Cleopatra de Shaw. Aunque era amigo íntimo de Leigh y Shaw se esforzó en persuadirlo para que desempeñara el papel, Gielgud sentía una gran aversión hacia el director, Gabriel Pascal. Finalmente César fue interpretado por un antiguo profesor suyo en la RADA, Claude Rains.
Entre 1941 y 1942 trabajó continuamente: en el Dear Brutus de Barrie, en otro La importancia de llamarse Ernesto en el West End y de gira con Macbeth. Volvió de nuevo, esta vez con mayor convicción que antes, a entretener a las tropas, alejándose de su hasta el momento estilo clásico para unirse a Lillie y Michael Wilding cantando un trío cómico. Su reposición de 1943 del Love for Love de William Congreve, primero en la gira y luego en Londres recibió elogios de los críticos. En 1944 recibió la visita de Ralph Richardson, a quien los gerentes del Old Vic habían pedido que formara una nueva compañía. No dispuesto a ocupar él solo el puesto, Richardson propuso un triunvirato de gestión formado por Gielgud, Olivier y él mismo. Gielgud declinó: «Sería un desastre, tendrías que pasar todo tu tiempo como árbitro entre Larry y yo».

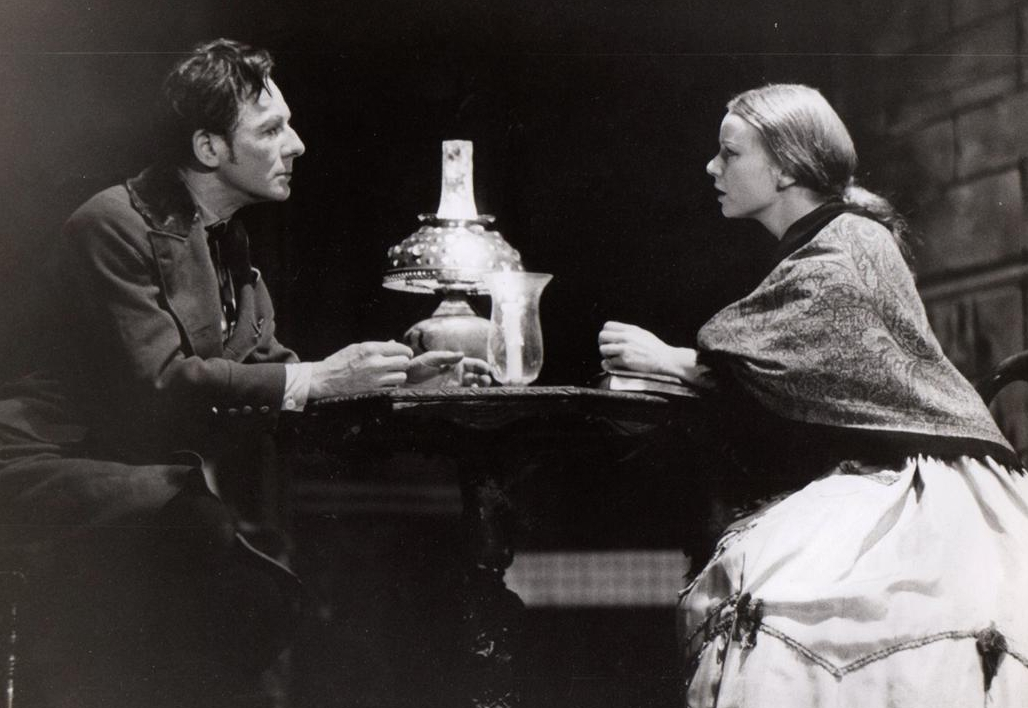
Junto a Dolly Haas en Crimen y castigo, Broadway, 1947.

La temporada 1944-1945 para Beamunot en el Teatro Haymarket incluyó un Hamlet que muchos consideraron el mejor de su carrera. Agate escribió: «El señor Gielgud es ahora completamente y con autoridad el maestro de este tremendo papel ... Sostengo que este es, y probablemente siga siéndolo, el mejor Hamlet de nuestro tiempo». También en esta temporada se representaron El sueño de una noche de verano, The Duchess of Malfi y la primera reposición importante de El abanico de Lady Windermere (1945). Estas representaciones consiguieron muchos elogios, pero en este momento de su carrera Gielgud estuvo algo eclipsado por sus viejos colegas. Olivier fue célebre por su reciente interpretación en la película Enrique V y junto a Richardson (con John Burrell como director en lugar de Gielgud) hicieron del Old Vic «el teatro más famoso del mundo anglosajón» según el crítico Harold Hobson.
A finales de 1945 y principios de 1946 hizo una gira para la Entertainments National Service Association por el Medio y el Lejano Oriente con Hamlet y el Un espíritu burlón de Coward. Durante esta gira desempeñó a Hamlet en los escenarios teatrales por última vez. Hizo de Raskólnikov en una adaptación teatral de Crimen y castigo, en el West End en 1946 y en Broadway el año siguiente. James Agate consideró que fue lo mejor que Gielgud había hecho hasta entonces, aparte de Hamlet. Entre estos dos trabajos recorrió América del Norte en La importancia de llamarse Ernesto y Love for Love. Edith Evans estaba cansada del papel de Lady Bracknell y se negó a representarla; Margaret Rutherford desempeñó el papel con grandes alabanzas. Gielgud estaba muy solicitado como director, con seis producciones entre 1948 y 1949, entre las que estaba La heredera en 1949, cuando lo persuadieron en el último momento para dirigir a Richardson y a Ashcroft, para salvar lo que parecía una producción condenada; se llevaron a cabo 644 representaciones. Su último gran éxito de los años 1940 fue como Thomas Mendip en The Lady's Not for Burning, que también dirigió. El elenco de Londres incluía a los jóvenes Claire Bloom y Richard Burton, que posteriormente se fueron con Gielgud cuando llevó la obra a los Estados Unidos al año siguiente.

### Años 1950: éxito en el cine y crisis personal
Para detalles de su trabajo entre 1950-59, ver: Teatro; Director; Cine; Televisión; Radio

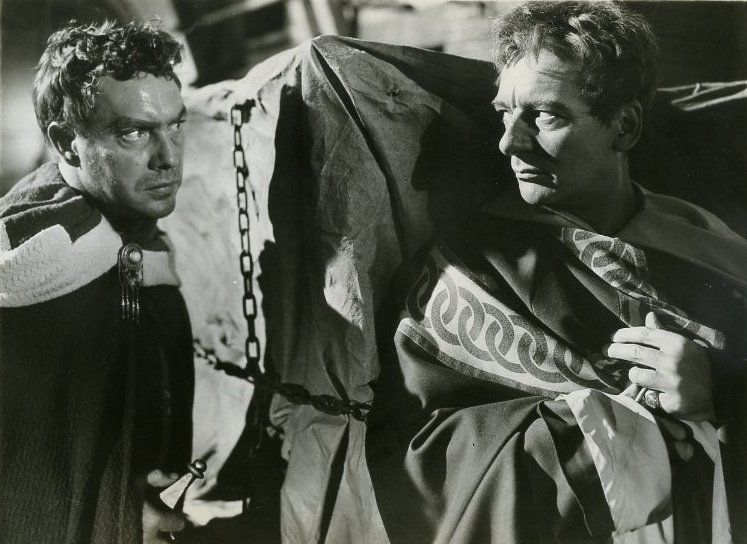
Edmond O'Brien (como Casca, a la izquierda) y Gielgud (como Casio) en Julio César (1953).

En el Royal Shakespeare Theatre de Stratford-upon-Avon hizo méritos para reclamar su posición como líder en la interpretación de obras de Shakespeare. Su frío e insensible Angelo en la producción de Peter Brook de Medida por medida (1950) mostró al público una forma nueva y natural de representar el papel. Continuó con otras tres producciones shakespearianas con Brook, que tuvieron una buena recepción. Su trabajo como director en el Macbeth de Richardson en el Festival de Stratford en 1952, tuvo mucho menos éxito, con malas críticas para el protagonista y peores para el director.
En 1953 hizo su primera aparición en una película de Hollywood, Julio César, de Joseph L. Mankiewicz, interpretando a Casio. Marlon Brando (Marco Antonio) estaba impresionado con él, y James Mason (Bruto) estaba desalentado por su habilidad, aparentemente sin esfuerzo, al actuar. Gielgud, por su parte, consideró que aprendió mucho de la técnica cinematográfica de Mason. Además disfrutó de su estancia de cuatro meses en California, algo no menos importante, como comenta Morley, por la distendida actitud existente allí respecto a la homosexualidad.
De vuelta en Londres en 1953, se hizo cargo de la dirección del Lyric Theatre de Hammersmith, para una temporada clásica con representaciones de Ricardo II, The Way of the World de Congreve, y Venice Preserv'd de Thomas Otway, dirigiendo la primera, actuando en la última y ambas cosas en la segunda. Sintiéndose demasiado viejo para Ricardo, le dio el papel al joven Paul Scofield; tanto el actor como la producción fueron un éxito de crítica y comercial. Durante la temporada Gielgud fue nombrado caballero.
En la noche del 20 de octubre de 1953, Gielgud, por lo general muy discreto en sus relaciones de sexo ocasional, fue arrestado en Chelsea por cruising en un baño público. Hasta los años 1960, la actividad sexual de cualquier tipo entre hombres era ilegal en Gran Bretaña. El ministro del Interior, David Maxwell Fyfe, era un ferviente homófobo e instaba a la policía a arrestar a cualquiera que contraviniera las leyes victorianas contra la homosexualidad. Gielgud fue multado; cuando la prensa informara sobre el incidente, creyó que esta deshonra acabaría con su carrera. Cuando se publicó la noticia estaba en Liverpool con la gira previa al estreno en Londres de una nueva obra, A Day by the Sea. Según el biógrafo Richard Huggett, Gielgud estaba tan paralizado por los nervios que la perspectiva de subir al escenario como de costumbre parecía imposible, pero sus compañeros de reparto, encabezados por Sybil Thorndike, le animaron:

She grabbed him and whispered fiercely, «Come on, John darling, they won't boo me», and led him firmly on to the stage. To everybody's astonishment and indescribable relief, the audience gave him a standing ovation. They cheered, they applauded, they shouted. The message was quite clear. The English public had always been loyal to its favourites, and this was their chance to show that they didn't care tuppence what he had done in his private life ... they loved him and respected him dearly. It was a moment never to be forgotten by those who witnessed it.
Ella lo agarró y le susurró ferozmente: «Vamos, John querido, no te abuchearán», y lo condujo con firmeza hacia el escenario. Para asombro e indesriptible alivio de todos, la audiencia le dio una ovación puesta en pie. Aplaudieron, aplaudieron, gritaron. El mensaje era muy claro. El público inglés siempre había sido leal a sus favoritos, y esta era su oportunidad de demostrar que no les importaba lo que había hecho en su vida privada ... lo querían y lo respetaban sinceramente. Fue un momento que nunca olvidaron los que lo presenciaron.

Su carrera estaba asegurada, pero el asunto afectó momentáneamente a su salud; sufrió un colapso nervioso algunos meses después. Nunca habló públicamente sobre el incidente, y fue rápidamente marginado por la prensa y educadamente ignorado por los escritores durante su vida. En privado hizo donaciones a grupos en favor de los derechos de los homosexuales, pero no los respaldó en público. En sus últimos años le dijo al actor Simon Callow: «Admiro a gente como tú e Ian McKellen por declararse homosexual, pero yo no puedo hacerlo».
Entre diciembre de 1953 y junio de 1955 se concentró en dirigir y no subió a los escenarios. Sus producciones fueron desde una reposición de La tía de Carlos con John Mills hasta El jardín de los cerezos con Ffrangcon-Davies y Noche de reyes con Olivier. Su regreso los escenarios fue en una producción del Rey Lear, que se vio muy dificultada por el vestuario y los decorados de Isamu Noguchi, que los críticos encontraron ridículos. Una reposición de Mucho ruido y pocas nueces con Ashcroft en 1955 tuvo una acogida mucho mejor; Philip Hope-Wallace en The Manchester Guardian la calificó «comedia shakespeariana por fin perfectamente realizada». En 1955 hizo su segunda aparición en una película de una obra de Shakespeare, interpretando a Clarence en Richard III, dirigida por Olivier.
Durante la segunda mitad de los años cincuenta, su carrera se encontraba estancada, alejada de las producciones de nuevas obras. El teatro británico se estaba alejando del glamur de las producciones de Beaumont del West End, orientándose hacia obras más vanguardistas. Olivier obtuvo un gran éxito en The Entertainer, de John Osborne en 1957, pero Gielgud no estaba en sintonía con la nueva ola de escritores. Seguía teniendo demanda como shakespeariano, pero había pocos papeles nuevos adecuados para él. Dirigió y actuó como protagonista en la obra de Coward Desnudo con violín en 1956, que fue rechazada por los críticos como pasada de moda, aunque se representó durante más de un año. Hizo dos apariciones en el cine, haciendo un cameo en una escena cómica junto a Coward como candidato a mayordomo en la película de Michael Anderson La vuelta al mundo en ochenta días (1956), y como el padre de Elizabeth Barrett Browning en la adaptación de Sidney Franklin de The Barretts of Wimpole Street (1957). No consideró convincente su actuación como padre tiránico en la película, y confesó que solo lo hizo por sus elevados honorarios («me mantendrán por un par de años») y para mantener viva su imagen ante el público en América, donde llevaba sin actuar hacía más de cuatro años.

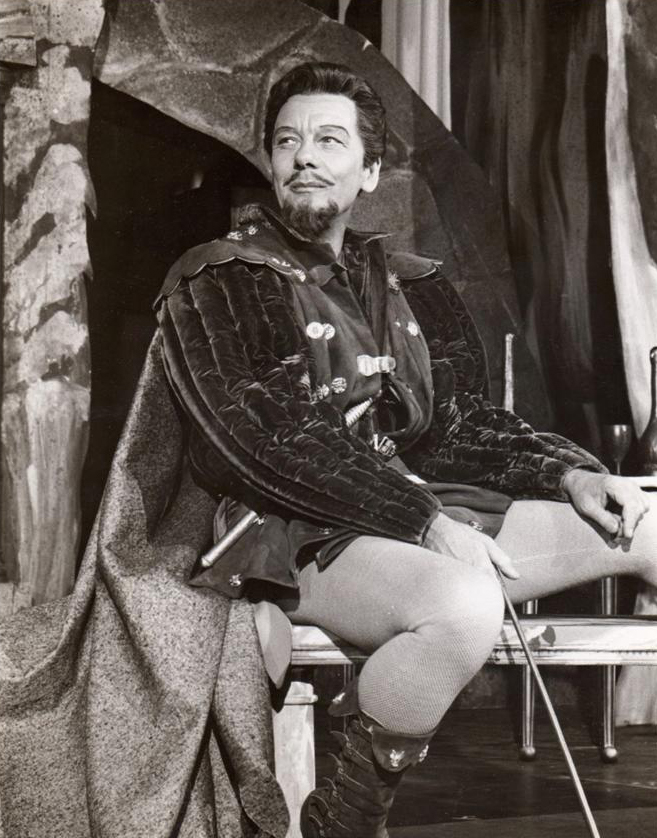
Imagen promocional de Gielgud para la producción de Mucho ruido y pocas nueces en Broadway en 1959.

En 1957 dirigió Los troyanos de Berlioz en el Covent Garden y desempeñó el papel de Próspero en el Drury Lane, pero la producción más importante de su carrera entre finales de los años 1950 y en los años 1960 fue su representación como único actor interpretando monólogos de obras de Shakespeare The Ages of Man. Apareció por primera vez en 1956 y la representó cada año hasta 1967. Era una antología de soliloquios y sonetos shakespearianos compilada por George Rylands en la que Gielgud, vistiendo ropa moderna en un sencillo escenario, recitaba los versos añadiendo sus propios comentarios. La representó en toda Gran Bretaña, Europa continental, Australasia y los Estados Unidos, incluida una actuación en la Casa Blanca en 1965. Descubrió que actuar solo tenía sus ventajas: «No tienes ni idea de lo fácil que es sin Julieta. Cuando hay una hermosa chica sobre ti en un balcón, o acostada sobre una tumba con velas a su alrededor, naturalmente el público la mira a ella todo el tiempo, y Romeo tiene que realizar pausas para conseguir atención». Su interpretación en Broadway le valió un Premio Tony Especial en 1959, y una grabación sonora de 1979 recibió un Premio Grammy en 1980 al mejor álbum hablado. Hizo muchas otras grabaciones, antes y después de esta, incluidas diez obras de Shakespeare.
Siguió intentando, sin mucho éxito, encontrar nuevas obras que le convinieran como actor, aunque su dirección de la primera obra de Peter Shaffer, Five Finger Exercise (1958), fue aclamada. Mientras estaba en Estados Unidos con la obra Shaffer, representó una reposición de Mucho ruido y pocas nueces, esta vez con Margaret Leighton como Beatrice. La mayoría de los críticos de Nueva York elogiaron la producción, y todos elogiaron a los dos protagonistas. Hizo sus primeras actuaciones en televisión durante 1959, en la adaptación de La versión de Browning, de Terence Rattigan, para la CBS, y la de A Day by the Sea, de N. C. Hunter, para la ITV. En las siguientes cuatro décadas apareció en más de cincuenta obras para la televisión.

### Años 1960
Para detalles de su trabajo entre 1960-69, ver: Teatro; Director; Cine; Televisión; Radio

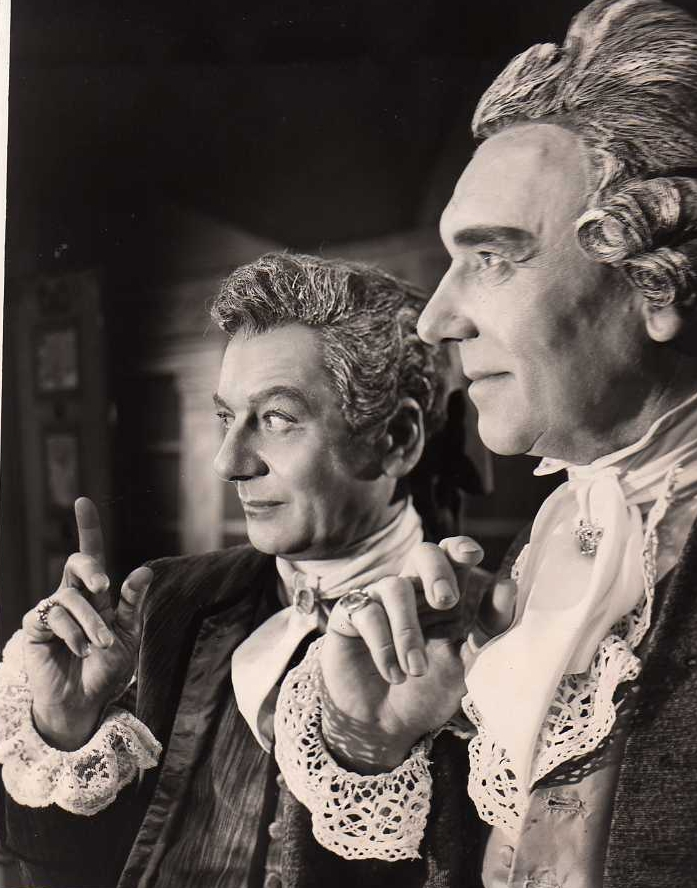
Gielgud (izquierda) como Joseph Surface, y Ralph Richardson como Sir Peter Teazle, en The School for Scandal (1962).

A principios de los años 1960 tuvo más éxitos como director que como actor. Dirigió la primera representación londinense de la ópera de Britten El sueño de una noche de verano (1961) en el Covent Garden que, tanto la música como el reparto, recibieron críticas entusiastas, y Big Fish, Little Fish, de Hugh Wheeler, en Broadway, obra por la que recibió un Premio Tony a la mejor dirección en una obra de teatro en 1961. Su actuación como Otelo en Stratford en el mismo año tuvo menos éxito; la producción de Franco Zeffirelli fue considerada pesada y Gielgud «singularmente falto de intensidad». Como Gáyev en El jardín de los cerezos tuvo buenas críticas, pero tanto su coprotagonista, Peggy Ashcroft en el papel de Ranévskaya, como la producción recibieron opiniones encontradas. Al año siguiente dirigió a Richardson en The School for Scandal, primero en el Haymarket y luego en una gira norteamericana, a la que se unió en el papel de, según sus propias palabras, «el Joseph Surface más viejo del oficio».
En 1962 conoció a Martin Hensler (1932-1999), un diseñador de interiores exiliado de Hungría. Era temperamental, y los amigos de Gielgud a menudo lo consideraban complicado, pero se convirtieron en una pareja estable y vivieron juntos hasta la muerte de Hensler. Influenciado por él, Gielgud trasladó su residencia habitual del centro de Londres a Wotton Underwood, en Buckinghamshire.
Recibió una nominación al Óscar por su actuación como rey Luis VII de Francia en Becket (1964), con Richard Burton en el papel protagonista; Morley comenta: «Un papel menor pero llamativo, que tuvo una importancia considerable y duradera; su inigualable dignidad teatral puede mejorar mucho una película». En 1964 dirigió a Burton en Hamlet en Broadway. La actuación de Burton recibió críticas que iban desde cortés a hostil, pero la producción fue un éxito de taquilla y se realizó una película de ella. Finalmente Gielgud comenzó a tomar el cine en serio, por razones financieras y a veces artísticas, y le dijo a su agente que aceptara cualquier oferta cinematográfica razonable. Sus películas de mediados de los años 1960 fueron: como el escritor británico sir Francis Hinsley en The Loved One, de Tony Richardson (1965), que Croall calificó como un desastre a pesar de la aclamación posterior, y la película de Falstaff de Orson Welles, Campanadas a medianoche (1966), que fue un fracaso en el aquel momento, pero desde entonces, según Morley, ha sido reconocida como «uno de las mejores, aunque más excéntrica, de todas las películas shakespearianas».
Gran parte de su trabajo en los escenarios teatrales a finales de los años 1960 fue como director: Ivanov, de Chéjov en el Phoenix Theatre en Londres y en el Shubert Theatre en Nueva York; Half Way Up the Tree, de Peter Ustinov, en el Queen's Theatre, y Don Giovanni de Mozart en el Coliseum. En 1967 un papel potencialmente destacado como actor, el de obispo Nicolás en The Pretenders de Ibsen, se canceló en 1967 cuando Olivier, con quien debía coprotagonizar la obra en el National Theatre, se puso enfermo. Desempeñó a Orgón en Tartufo y el papel protagonista en la tragedia de Séneca Edipo durante la temporada 1967-1968 del National, pero según Croall ninguna resultó satisfactoria. Finalmente encontró un papel en una obra moderna que le convenía en la que podría ser aclamado: el de Director en la primera obra de teatro de Alan Bennett, Forty Years On (1968). Las críticas tanto de la obra como del protagonista fueron excelentes. En The Daily Telegraph John Barber escribió «Gielgud lo domina con una caricatura inesperada de un pedante remilgado, sus nobles rasgos difuminados con el fin de adquirir la apariencia de un pedante nervioso y fatuo. Del gran jerarca del teatro, una deliciosa creación cómica».
Después de haber aceptado finalmente el cine, Gielgud apareció en seis películas entre 1967 y 1969. Su papel más importante fue el de lord Raglan en The Charge of the Light Brigade, de Tony Richardson. Sus otros papeles, en películas como Las sandalias del pescador, de Michael Anderson (1968), como papa ficticio, y como Leopold Berchtold en Oh! What a Lovely War, de Richard Attenborough (1969), fueron papeles secundarios.

### Años 1970: Segunda juventud
Para detalles de su trabajo entre 1970-79, ver: Teatro; Director; Cine; Televisión; Radio
En 1970 desempeñó otro papel moderno con el que tuvo gran éxito; actuó junto a Ralph Richardson en el Royal Court Theatre de Chelsea en Home, de David Storey. La obra se desarrolla en los jardines de un asilo para pacientes mentales, aunque esto no está claro al principio. El crítico de la revista Punch, Jeremy Kingston, escribió:

At the end of the play, as the climax to two perfect, delicate performances, Sir Ralph and Sir John are standing, staring out above the heads of the audience, cheeks wet with tears in memory of some unnamed misery, weeping soundlessly as the lights fade on them. It makes a tragic, unforgettable close.
Al final de la obra, como clímax de dos actuaciones perfectas y delicadas, Sir Ralph y Sir John están de pie, mirando por encima de las cabezas de la audiencia, las mejillas húmedas con las lágrimas en recuerdo de alguna miseria anónima, llorando silenciosamente mientras las luces sobre ellos se van desvaneciendo. Un final trágico e inolvidable.

La obra se trasladó al West End y luego a Broadway. En The New York Times Clive Barnes escribió: «Los dos hombres, examinando sombríamente el vacío de sus vidas, son John Gielgud y Ralph Richardson ofreciendo dos de las mejores actuaciones de dos carreras que han estado entre las más gloriosas del teatro de habla inglesa». El reparto original grabó la obra para televisión en 1972.

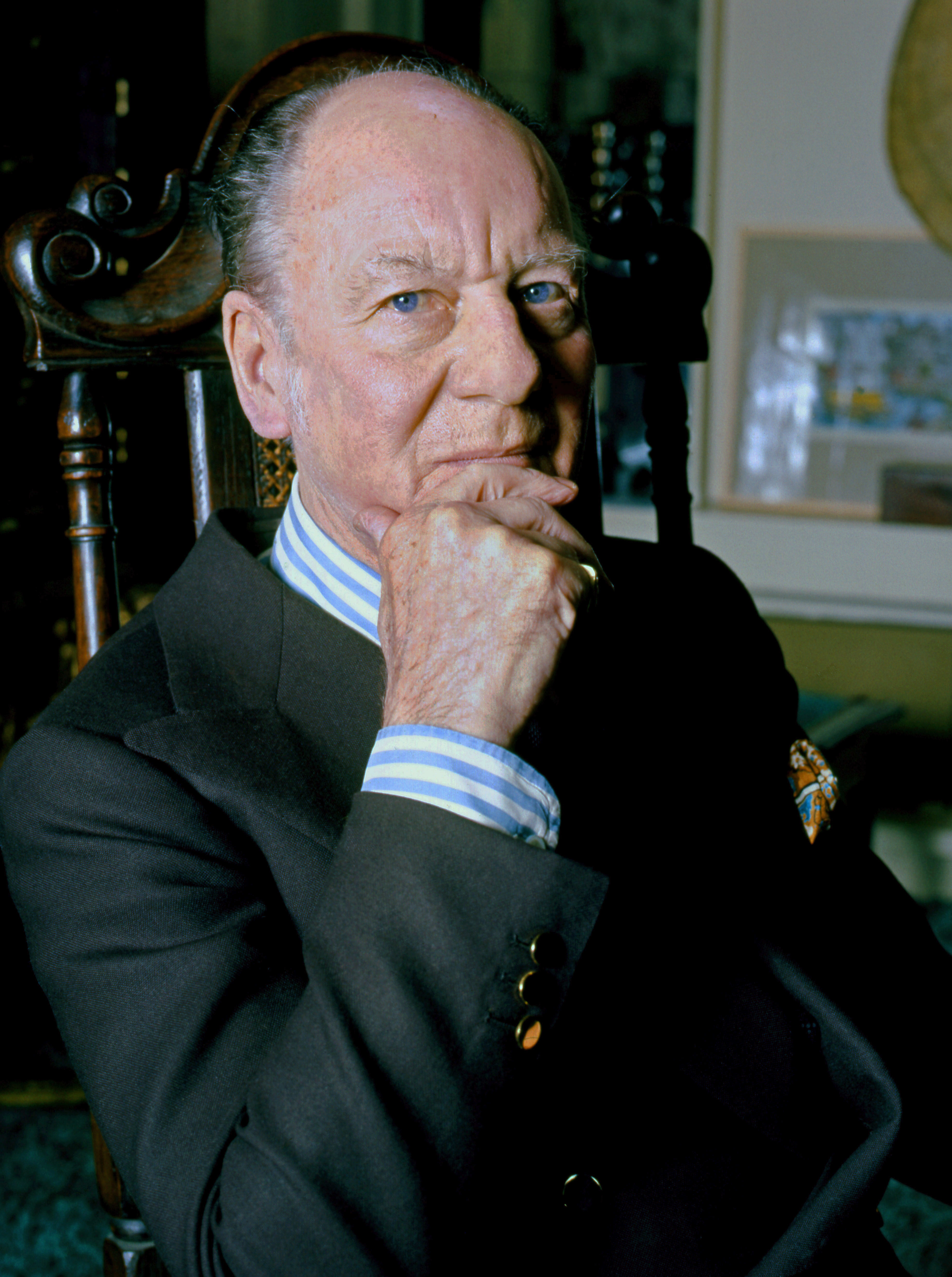
Gielgud en 1973, por Allan Warren.

En la primera mitad de la década actuó en siete películas y seis dramas televisivos. Morley describe su selección de papeles como aleatoria, pero elogia sus actuaciones en 1974 como viejo cardenal en Galileo, de Joseph Losey y como el sirviente Beddoes en Murder on the Orient Express, de Sidney Lumet. En una presentación de la BBC en 1971 de Hassan, de James Elroy Flecker, Gielgud desempeñó el papel de califa y Richardson el de Hassan. El crítico de The Illustrated London News dijo que los televidentes «se estremecerían ante una actuación imponente de Gielgud, como un califa con toda la ronroneante belleza y crueldad de un gran leopardo dorado». En el teatro Gielgud dirigió la obra de Coward Vidas privadas y la de Somerset Maugham The Constant Wife (1973, Londres y 1974, Nueva York). Su última producción como director fue The Gay Lord Quex, de Arthur Wing Pinero (1975).
Continuó su prolongada asociación con Richardson en la obra de Harold Pinter No Man's Land (1975), dirigida por Hall en el National. Richardson interpretó a Hirst, un autor próspero pero aislado y vulnerable y Gielgud fue Spooner, un gorrón oportunista venido a menos. Hall encontró la obra «extremadamente graciosa y extremadamente deprimente». Fue un éxito de crítica y de taquilla y, durante un período de tres años, se representó en el Old Vic, en el West End, en el Lyttelton Theatre del nuevo complejo del National Theatre, en Broadway y en la televisión. Su actuación en la obra de Julian Mitchell Half-Life (1977) en el National, fue calurosamente elogiada por los críticos; repitió el papel en el Duke of York's Theatre en el West End en 1978 y en la gira del año siguiente.
En la última parte de la década trabajó más para el cine y la televisión que en los escenarios teatrales. Entre su producción cinematográfica se encuentra lo que Morley califica como «su aparición profesional más desconcertante»: Calígula (1979), una película con guion de Gore Vidal situada en la antigua Roma, que incluye escenas pornográficas. En sus otras diez películas de este período, su papel más importante fue el de Clive Langham en la película de Alain Resnais Providence (1977). Gielgud dijo que fue «de lejos, la película más emocionante que he hecho». Ganó un premio del Círculo de Críticos de Cine de Nueva York por su actuación como un escritor enfermo y malhumorado recluido en su habitación «borracho la mitad del tiempo ... arrojando botellas y despotricando un montón de diálogo muy grosero». Entre sus otros papeles están el de director del Eton en la película de Jack Gold Ases del cielo (1976) y de Tomlinson en El factor humano (1979), de Otto Preminger. Entre sus papeles para la televisión están el de lord Henry Wotton en El retrato de Dorian Gray (1976), de Juan de Gante en Ricardo II (1978) y como coro en Romeo y Julieta (1978).

### Últimos años
Para detalles de su trabajo entre 1980-2000, ver: Teatro; Cine; Televisión; Radio
En la década de 1980 apareció en más de veinte películas. Morley destaca como notables sus papeles en El hombre elefante (1980), como director del Royal London Hospital, Chariots of Fire (1981), como profesor del Trinity College, Gandhi (1982), como Lord Irwin (las dos últimas obtuvieron el Óscar a la mejor película), The Shooting Party (1984) y Plenty (1985), dirigidas por David Lynch, Hugh Hudson, Richard Attenborough, Alan Bridges y Fred Schepisi, respectivamente. Wagner (1983), de Tony Palmer, fue la única película en la que Gielgud, Richardson y Olivier representaron escenas juntos. Gielgud hizo breves apariciones en películas de poco mérito, aportándoles distinción sin dañar su propia reputación. Le dijo a un entrevistador: «Me pagan muy bien por dos o tres días de trabajo al mes, así que ¿por qué no? Es muy agradable a mi edad poder viajar por todo el mundo a expensas de otros».
Su actuación cinematográfica de mayor éxito de la década fue la comedia de Steve Gordon, Arthur (1981), protagonizada por Dudley Moore como un payboy autocomplaciente y en la que Gielgud interpretó a Hobson, su mayordomo. Dejó el papel dos veces antes de aceptarlo, nervioso tras la debacle de Calígula, a causa del lenguaje subido de tono utilizado por el mordaz Hobson. Ganó un Óscar al mejor actor de reparto y otros premios por su actuación en este papel. No valoraba muchos los premios y evitaba las ceremonias de presentación siempre que podía: «Realmente detesto las tontas felicitaciones mutuas y las odiosas comparaciones que evocan».
Durante los años 1980 desempeñó diecinueve papeles para la televisión, como el de Edward Ryder en una adaptación en once episodios de la novela de Evelyn Waugh Retorno a Brideshead en 1982; The Times dijo que dotó al papel de «una desoladora y calculada maldad que sostiene por sí solo casi los dos primeros episodios». Al final de la década interpretó a un periodista desenfadado, Haverford Downs, en una adaptación de la novela Summer's Lease, de John Mortimer, papel con el que ganó un Emmy tras su difusión en Estados Unidos en 1991.
Su última actuación en el West End fue en The Best of Friends (1988), de Hugh Whitemore, en la que interpretó a Sir Sydney Cockerell, director del Museo Fitzwilliam, en una representación de la amistad entre Cockerell, Bernard Shaw y Laurentia McLachlan, una monja benedictina. Gielgud tuvo problemas para aprender sus diálogos; en una actuación casi se olvidó, momentáneamente distraído al ver en un ejemplar de 1938 de The Times que leía su personaje, una crítica de su interpretación de Vershinin en Las tres hermanas cincuenta años antes.
En 1990 apareció en la película dirigida por James Scott Strike It Rich, adaptación de una novela de Graham Greene protagonizada por Molly Ringwald y Robert Lindsay. Ese mismo año hizo su última aparición en un papel protagonista, interpretando a Próspero en Prospero's Books, una adaptación de Peter Greenaway de La tempestad de Shakespeare. Las críticas de la película fueron variadas, pero la actuación de Gielgud en uno de sus papeles distintivos fue muy elogiada. Continuó trabajando en la radio, como lo había hecho durante toda su carrera; Croall enumera más de cincuenta producciones rediofónicas de la BBC de las obras de teatro protagonizadas por Gielgud entre 1929 y 1994. Para celebrar su nonagésimo cumpleaños, interpretó a Lear por última vez; para la emisión en la BBC Kenneth Branagh reunió a un reparto que incluyó a Judi Dench, Eileen Atkins y Emma Thompson como hijas de Lear, con actores como Bob Hoskins, Derek Jacobi y Simon Russell Beale en papeles secundarios. Hizo más apariciones apariciones breves en la televisión y el cine en películas como Hamlet, adaptada, dirigida y protagonizada por Branagh (como rey Priam, 1996), Dragonheart (como la voz del rey Arturo, 1996), y Shine (como Cecil Parkes, 1996). Su último largometraje fue como el papa Pío V en Elizabeth (1999), de Shekhar Kapur. En el 2000 tuvo un papel sin diálogo junto a Pinter en una adaptación al cine de la obra de teatro breve de Beckett Catastrophe, dirigida por David Mamet.
Su compañero sentimental, Martin Hensler, murió en 1999, tras lo cual Gielgud entró en un declive físico y psicológico; murió en su casa en mayo del año siguiente, a los 96 años de edad. A petición suya no hubo servicio en su memoria, y su funeral en la iglesia parroquial de Wotton fue privado, solo para la familia y amigos cercanos. Fue incinerado y sus cenizas se esparcieron en el jardín de rosas de su casa, donde ya fueran esparcidas, tras su muerte el año anterior, las de su pareja durante cuarenta años, Martin Hensler.

## Honores, carácter y reputación
Los honores estatales que le concedieron fueron Knight Bachelor (Reino Unido, 1953), Legión de Honor (Francia, 1960), Compañeros de Honor (Reino Unido, 1977) y Orden del Mérito (Reino Unido, 1996). Fue galardonado con títulos honoríficos por las universidades de Saint Andrews, Oxford y Brandeis.
De 1977 a 1989 fue presidente de la Real Academia de Arte Dramático (un puesto simbólico) y fue el primer miembro honorario de la academia (1989). En 1996 el Globe Theatre en la avenida Shaftesbury fue renombrado Teatro Gielgud; hacía ocho años que no subía a los escenarios teatrales y se sentía fuera de contacto con el West End: comentó sobre el cambio de nombre del teatro «Por fin hay un nombre en los carteles de la Avenida que realmente reconozco, aunque sea el mío».
No estaba interesado en la religión o la política. De niño se había sentido fascinado por los rituales de la abadía de Westminster, pero su breve atracción por la religión se desvaneció rápidamente y, como adulto, fue ateo. Su indiferencia por la política se pudo comprobar en una cena de etiqueta poco después de la Segunda Guerra Mundial cuando le preguntó a otro de los asistentes: «¿Dónde estás viviendo ahora?», sin saber que hablaba con el primer ministro, Clement Attlee, quien respondió: «En el número 10 de Downing Street». En su entrada en el Who's who del Reino Unido, Gielgud indicó como sus pasatiempos la música y la pintura, pero su concentración en su trabajo, que Emlyn Williams calificó de fanática, dejó poco margen para las actividades de ocio. Su dedicación a su arte no fue solemne. El crítico Nicholas de Jongh escribió que su personalidad era «una diversión infinita y traviesa», y Cole Lesley, biógrafo de Coward, recordó el placer de la compañía de Gielgud «las palabras saliendo de su boca en una avalancha, con frecuencia limpiando sus propias lágrimas de risa ante la gracia de los desastres que relataba, desastres siempre contra sí mismo».
Junto con Richardson y Olivier, fue reconocido internacionalmente como una de «la gran trinidad de caballeros teatrales» que dominaron los escenarios británicos durante más de cincuenta años durante mediados y finales del siglo XX. Por el 95.º cumpleaños de Gielgud, el crítico Michael Coveney escribió:

I have seen Olivier, Ralph Richardson, Alec Guinness and Peggy Ashcroft but John Gielgud is something else. Gielgud is the lone survivor of those great actors whose careers laid the foundation stones of modern theatre. He is acclaimed as the greatest speaker of Shakespearean verse this century. People my age and younger can only take on trust the impact of the Hamlet whose influence lasted more than 30 years. Even the recordings do not quite convey the mellifluous magic of the voice once described by Guinness as a «silver trumpet muffled in silk».
He is indelibly linked with the roles of Prospero and King Lear – regarded as pinnacles of theatrical achievement – yet he is also widely remembered for his wonderful comic touch as Jack Worthing in Wilde's The Importance of Being Earnest. But his influence goes far beyond his performances. Without Gielgud there would be no National Theatre or Royal Shakespeare Company. He was a pioneer in establishing the first permanent companies in the West End.
He visto a Olivier, Ralph Richardson, Alec Guinness y Peggy Ashcroft, pero John Gielgud es otra cosa. Gielgud es el solitario superviviente de esos grandes actores cuyas carreras sentaron las bases del teatro moderno. Es aclamado como el mayor orador de los versos de Shakespeare en este siglo. Las personas de mi edad y más jóvenes sólo pueden confirmar el impacto del Hamlet cuya influencia duró más de 30 años. Ni siquiera las grabaciones transmiten la meliflua magia de la voz que una vez Guinness describió como «una trompeta de plata envuelta en seda».
Está indeleblemente vinculado con los papeles de Próspero y el Rey Lear, considerados como pináculos de los logros teatrales, pero también es ampliamente recordado por su maravilloso toque cómico como Jack Worthing en La importancia de llamarse Ernesto de Wilde. Pero su influencia va mucho más allá de sus actuaciones. Sin Gielgud no habría National Theatre ni Royal Shakespeare Company. Fue pionero en establecer las primeras compañías permanentes en el West End.

En un obituario en The Independent, Alan Strachan, que había sido crítico con su trabajo para el cine, la radio y la televisión, concluyó «como escribió al final de An Actor and his Time (1979), vio el teatro como 'más que una ocupación o una profesión; para mí ha sido una vida'».